# Pont de lianes de Poubara
Le pont de lianes de Poubara traverse l'Ogooué à proximité des chutes de Poubara au sud de Franceville dans l'est gabonais.

## Description
Le pont de Poubara est constitué de deux mille quatre cents lianes tissés entièrement en matériaux naturels. L'ouvrage mesure actuellement cinquante deux mètres de long contre cent vingt mètres à l'origine. Il s'agit d'une attraction touristique de la région.
Le pont est entretenu par le descendant du concepteur qui assure le financement de sa maintenance par les droits de passage perçus.

## Histoire
Le pont de lianes a été construit en 1915 pour éviter les traversées en pirogue dans les eaux tumultueuses de l'Ogooué au droit du village de Poubara.